# Mercenasco
Mercenasco is een gemeente in de Italiaanse provincie Turijn (regio Piëmont) en telt 1205 inwoners (31-12-2004). De oppervlakte bedraagt 12,6 km², de bevolkingsdichtheid is 96 inwoners per km².
De volgende frazioni maken deel uit van de gemeente: Villate.

## Demografie
Mercenasco telt ongeveer 590 huishoudens. Het aantal inwoners daalde in de periode 1991-2001 met 0,4% volgens cijfers uit de tienjaarlijkse volkstellingen van ISTAT.
| Jaar | Inwoneraantal |
| ---- | ------------- |
| 1991 | 1191          |
| 2001 | 1186          |

## Geografie
Mercenasco grenst aan de volgende gemeenten: Romano Canavese, Strambino, Scarmagno, Cuceglio, Montalenghe, Candia Canavese, Orio Canavese, Barone Canavese.

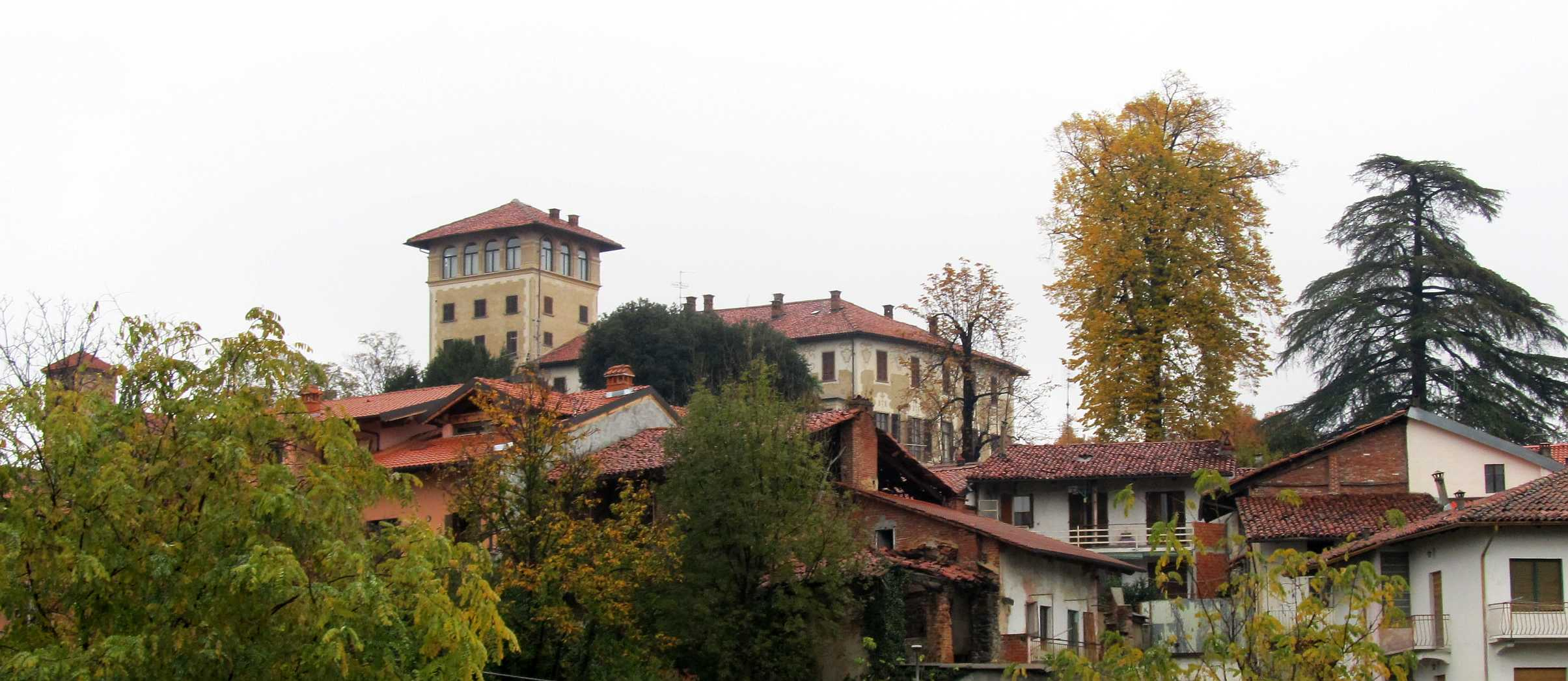
Zicht over Mercenasco

1. ↑  https://demo.istat.it/?l=it.